# Voorofsche Polder (Woubrugge)
De Voorofsche Polder is een polder en een voormalig waterschap in de Nederlandse provincie Zuid-Holland in de gemeente Woubrugge. Het waterschap was verantwoordelijk voor de drooglegging en later de waterhuishouding in de polder.
De polder grenst in het westen aan de Doespolder. In het oosten ligt de Vlietpolder.